# Baileys Irish Cream
Baileys Irish Cream é o original creme de licor irlandês. Feito a partir do uísque (com nata) da Irlanda, foi criado nos anos 1970 por David I. Dand e começou a ser comercializado pela empresa R. A. Bailey & Co, com sede em Dublin, em novembro de 1974. Baileys Irish Cream apresenta um teor alcoólico de 17%.

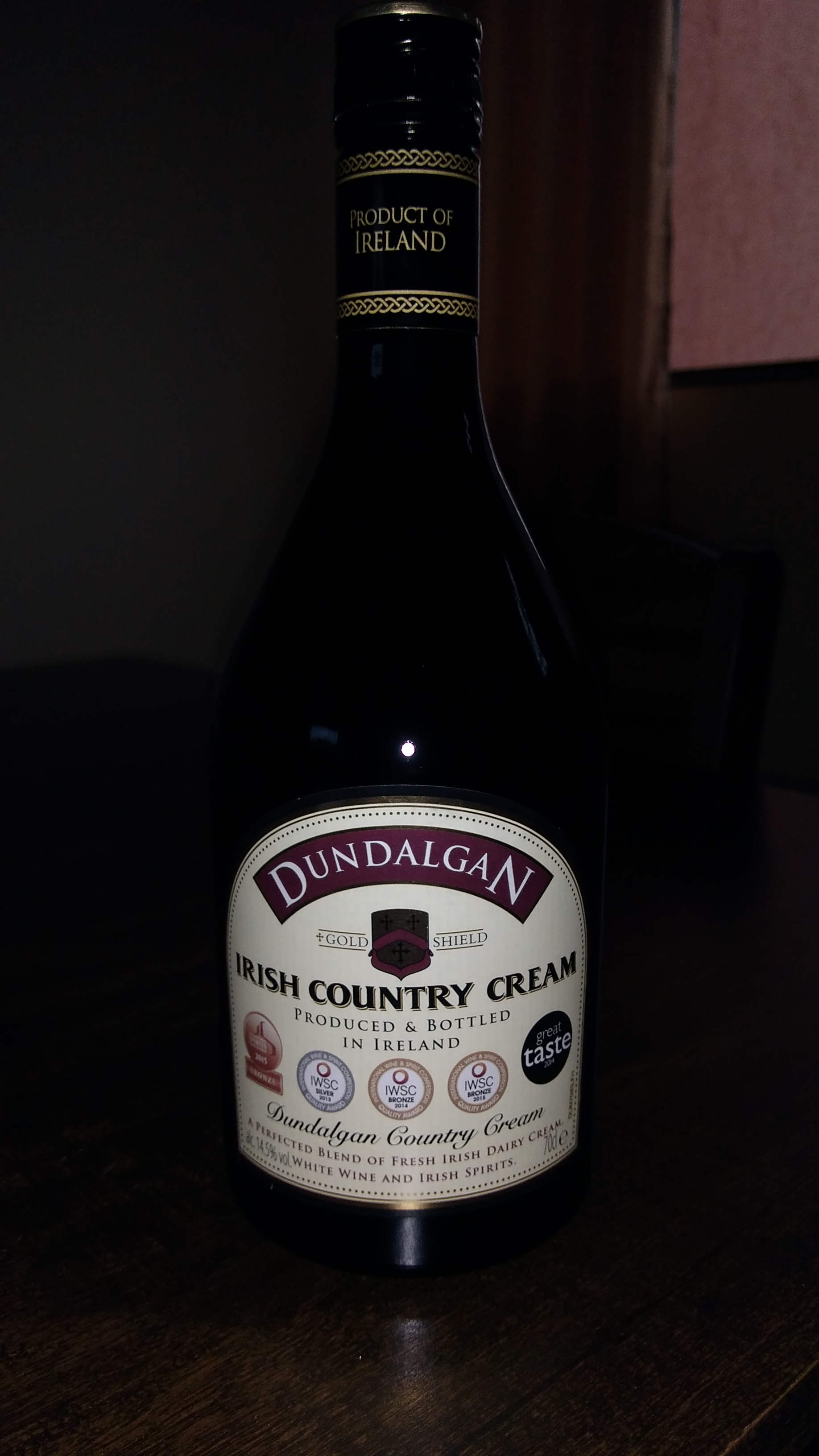
Dundalgan Irish Cream.

A marca pertence à companhia de bebidas alcoólicas britânica Diageo pcl.